# Helianthemum doumerguei
Helianthemum doumerguei är en solvändeväxtart som beskrevs av Faure. Helianthemum doumerguei ingår i släktet solvändor, och familjen solvändeväxter. Inga underarter finns listade i Catalogue of Life.